# منشأة فيصل
قرية منشاة فيصل هي إحدى القرى التابعة لمركز أطسا في محافظة الفيوم في جمهورية مصر العربية. حسب إحصاءات سنة 2006، بلغ إجمالي السكان في منشاة فيصل 6591 نسمة، منهم 3464 رجل و3127 امرأة.